# Смерть у Сараєві
«Смерть у Сараєві» (босн. Smrt u Sarajevu) — боснійський драматичний фільм, знятий Данісом Тановичем за п'єсою «Готель Європа» Бернара-Анрі Леві. Світова прем'єра стрічки відбулась 15 лютого 2016 року на Берлінському міжнародному кінофестивалі. Фільм розповідає про «екзистенційні страхи, тривоги і моральні дилеми, які має сучасне європейськє суспільство».
Фільм був висунутий Боснією і Герцеговиною на премію «Оскар» за найкращий фільм іноземною мовою.

## У ролях
- Жак Вебер
- Сніжана Маркович
- Ізудін Байрович
- Ведрана Сексан
- Луна Мийович

## Визнання
| Нагороди та номінації фільму «Смерть у Сараєві» | Нагороди та номінації фільму «Смерть у Сараєві» | Нагороди та номінації фільму «Смерть у Сараєві» | Нагороди та номінації фільму «Смерть у Сараєві» | Нагороди та номінації фільму «Смерть у Сараєві» | Нагороди та номінації фільму «Смерть у Сараєві» |
| Рік                                             | Кінопремія / Кінофестиваль                      | Категорія / Нагорода                            | Номінант                                        | Результат                                       |                                                 |
| ----------------------------------------------- | ----------------------------------------------- | ----------------------------------------------- | ----------------------------------------------- | ----------------------------------------------- | ----------------------------------------------- |
| 2016                                            | Берлінський міжнародний кінофестиваль           | «Золотий ведмідь» за найкращий фільм            | «Смерть у Сараєві»                              | Номінація                                       |                                                 |